# 장기도서관
장기도서관은 경기도 김포시에 있는 도서관이다.

## 연혁
- 2019년 1월 8일 개관.

## 이용 안내
이용 시간
휴관일
- 매주 금요일(정기휴관일)
- 일요일을 제외한 법정 공휴일
- 임시휴관일: 기타 관장이 필요하다고 인정되는 경우